# Marshall Jefferson
Marshall Jefferson (Chicago, 19 de setembro de 1959) é um músico tido como um dos pioneiros do gênero house music. Uma de suas canções, "Move Your Body" figurou na trilha sonora do jogo eletrônico Grand Theft Auto: San Andreas, mais precisamente na rádio SF-UR.